# Lindo Presente
"Lindo Presente - Ao Vivo" é um single da cantora brasileira Elaine Martins, que traz a participação da cantora Fernanda Brum, lançado em 8 de maio de 2020 pela gravadora MK Music, com produção musical de Ronny Barbosa.
A canção faz parte do segundo EP que comemora os vinte anos de carreira da cantora, e foi composta pela dupla Gislaine e Mylena.
O videoclipe da canção foi lançado no canal oficial do YouTube da MK Music e já acumula mais de um milhão de visualizações.